# Музыка во Вселенной
«Музыка во Вселенной» (англ. Music In The Universe; латыш. Mūzika izplatījumā) — второй студийный альбом инструментальной рок-группы «Зодиак», вышедший в 1982 году.

## Об альбоме
Диск выдержан в стиле спейс-рок. Лицевая сторона конверта имеет два варианта — с изображением участников группы в скафандрах на фоне обложки (скорее всего ограниченная серия либо экспортный вариант), и без изображения участников группы. На оборотной стороне диска имеется вступительное слово А. Бауманиса.
Композиции «Лазерная иллюминация», «Серебряная мечта», «В свете Сатурна» и «Полёт над Эльдорадо» были написаны для короткометражного документального фильма «Звёздная палитра», где использовались по частям.
Композиция «Обратная сторона неба» первоначально называлась «Карате», но последовавшие гонения на этот вид спорта заставили изменить название трека.
Трек «Таинственная галактика» использовался в мультфильме «Встреча» (1984 г., производство «Киевнаучфильм»), в телепередаче «Спортлото», а также в программе «Поиск» на Радио России.
По данным фирмы «Мелодия», до 26 августа 1983 года было продано 1 703 800 экземпляров пластинки.

## Список композиций
Все композиции написаны Янисом Лусенсом.
Сторона А
1. Таинственная галактика (4:45)
2. Лазерная иллюминация (4:11)
3. Серебряная мечта (3:33)
4. Фотофиниш (4:34)

Сторона B
1. Обратная сторона неба (5:14)
2. В свете Сатурна (3:46)
3. Полёт над Эльдорадо (5:07)

## Участники записи
- Янис Лусенс — синтезатор, фортепиано;
- Айварс Гудрайс — гитара (2-4,6);
- Дзинтарс Сагенс — гитара (1,5,7);
- Иварс Пилька — бас-гитара;
- Андрис Рейнис — ударные.

Технические данные
- Звукорежиссёр и редактор: А. Грива;
- Художники: М. Аргалис, Ю. Трулс, Г. Грива.